# Społeczeństwo (tygodnik)
Społeczeństwo – polski lewicowy tygodnik ukazujący się w latach 1907–1910. 
Gazeta była kontynuacją „Przeglądu Społecznego”, lwowskiej gazety która wychodziła w latach 1886-1887. Gazeta podejmowała tematy naukowe i społeczno-polityczne, wydawana w Warszawie. Pod względem ideowym zbliżona do partii socjalistycznych szczególnie Socjaldemokracji Królestwa Polskiego i Litwy oraz Polskiej Partii Socjalistycznej – Lewicy.